# Edward Macnaghten, Baron Macnaghten

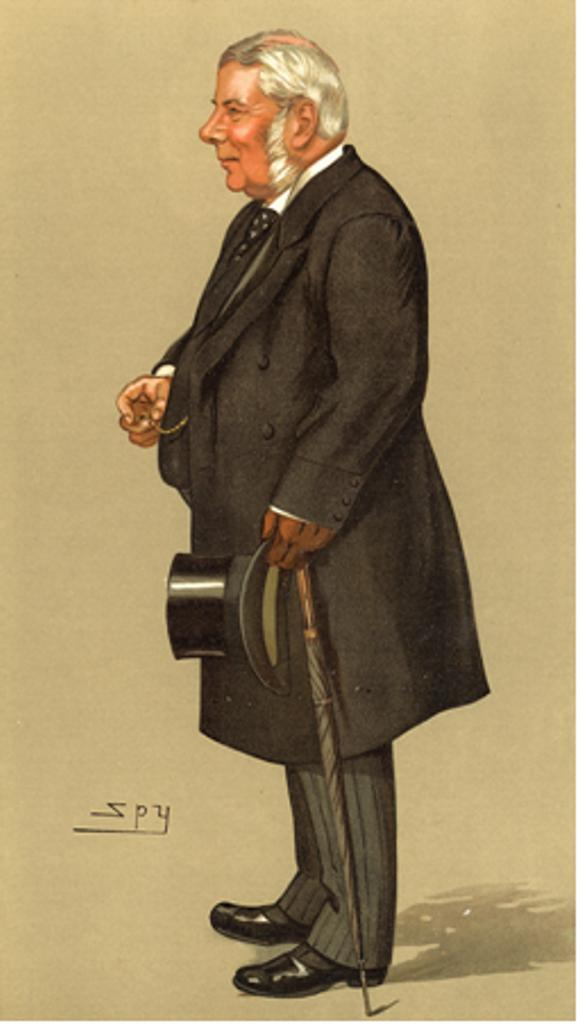
Edward Macnaghten in einer Karikatur von Leslie Ward im Vanity Fair (31. Oktober 1895)

Edward Macnaghten, Baron Macnaghten GCB GCMG PC (* 3. Februar 1830 in Bloomsbury; † 17. Februar 1913) war ein britischer Politiker der Conservative Party und Jurist, der mehrere Jahre Abgeordneter im House of Commons sowie zuletzt als Lord of Appeal in Ordinary aufgrund des Appellate Jurisdiction Act 1876 als Life Peer auch Mitglied des House of Lords war.

## Leben

### Rechtsanwalt und Unterhausabgeordneter
Macnaghten, Sohn des Sir Edmund Charles Workman-Macnaughton, 2. Baronet, absolvierte nach dem Schulbesuch ein Studium der Rechtswissenschaften am Trinity College (Dublin) sowie am Trinity College der University of Cambridge. Als Student nahm er 1852 am Boat Race gegen die University of Oxford teil. 1857 erhielt er seine anwaltliche Zulassung bei der Rechtsanwaltskammer (Inns of Court) von Lincoln’s Inn. Im Anschluss nahm er eine Tätigkeit als Barrister auf und erhielt für anwaltlichen Verdienste 1880 den Titel eines Kronanwalts (Queen’s Counsel).
Am 31. März 1880 wurde er als Kandidat der konservativen Tories erstmals zum Abgeordneten in das House of Commons gewählt und vertrat dort zunächst den Wahlkreis Antrim sowie zuletzt vom 30. November 1885 bis zum 11. Februar 1887 den Wahlkreis Antrim North.

### Lordrichter, Oberhausmitglied und Nachkommen
Zuletzt wurde Macnaghten durch ein Letters Patent vom 25. Januar 1887 aufgrund des Appellate Jurisdiction Act 1876 als Life Peer mit dem Titel Baron Macnaghten, of Runkerry in the County of Antrim, zum Mitglied des House of Lords in den Adelsstand berufen und wirkte bis zu seinem Tod 1913 als Lordrichter (Lord of Appeal in Ordinary). Zugleich wurde er 1887 auch Privy Councillor.
Lord Macnaghten, der 1902 zum Knight Grand Cross des Order of St. Michael and St. George sowie 1911 zum Knight Grand Cross des Order of the Bath geschlagen wurde, erbte am 21. Juli 1911 auch als Nachfolger seines älteren Bruders dessen Adelstitel als 4. Baronet, of Dundarave in the County of Antrim. Des Weiteren wurde er 1907 sogenannter „Bencher“ und Schatzmeister der Anwaltskammer von Lincoln’s Inn.
Aus seiner 1858 geschlossenen Ehe mit Frances Arabella Martin, deren Vater Sir Samuel Martin zwischen 1850 und 1874 Richter am Schatzgericht Court of the Exchequer und deren Großvater Sir Frederick Pollock von 1844 bis 1866 Präsident (Lord Chief Baron) dieses Gerichts war, gingen insgesamt zwölf Kinder hervor. Der älteste Sohn Sir Edward Charles Macnaghten, der ebenfalls Barrister, Kronanwalt sowie Bencher der Anwaltskammer von Lincoln’s Inn und folgte ihm 1913 als 5. Baronet, während die zweiten und dritten Söhne Sir Francis Alexander Macnaghten und Sir Frederic Fergus Macnaghten später 8. und 9. Baronet wurden. Auch sein vierter Sohn Sir Malcolm Martin Macnaghten war Barrister, Kronanwalt sowie Bencher der Anwaltskammer von Lincoln’s Inn und einige Jahre Abgeordneter des House of Commons. Darüber hinaus war er später von 1928 bis 1947 Richter an der Kammer für Zivilsachen (King’s Bench Division) an dem für England und Wales zuständigen High Court of Justice und wurde 1948 ebenfalls Privy Councillor.

## Veröffentlichungen
- A selection of Lord Macnaghten's judgements, 1887-1912, posthum, 1951